# Список дипломатических миссий Эритреи

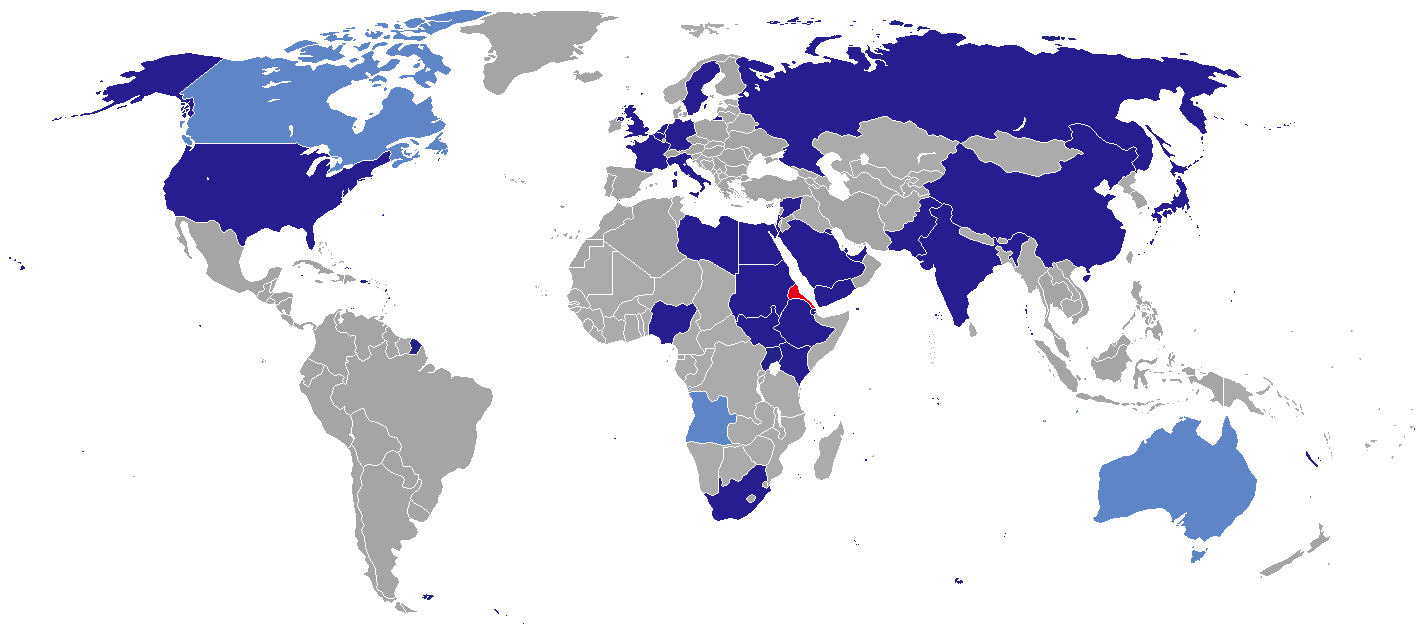
Дипломатические миссии Эритреи

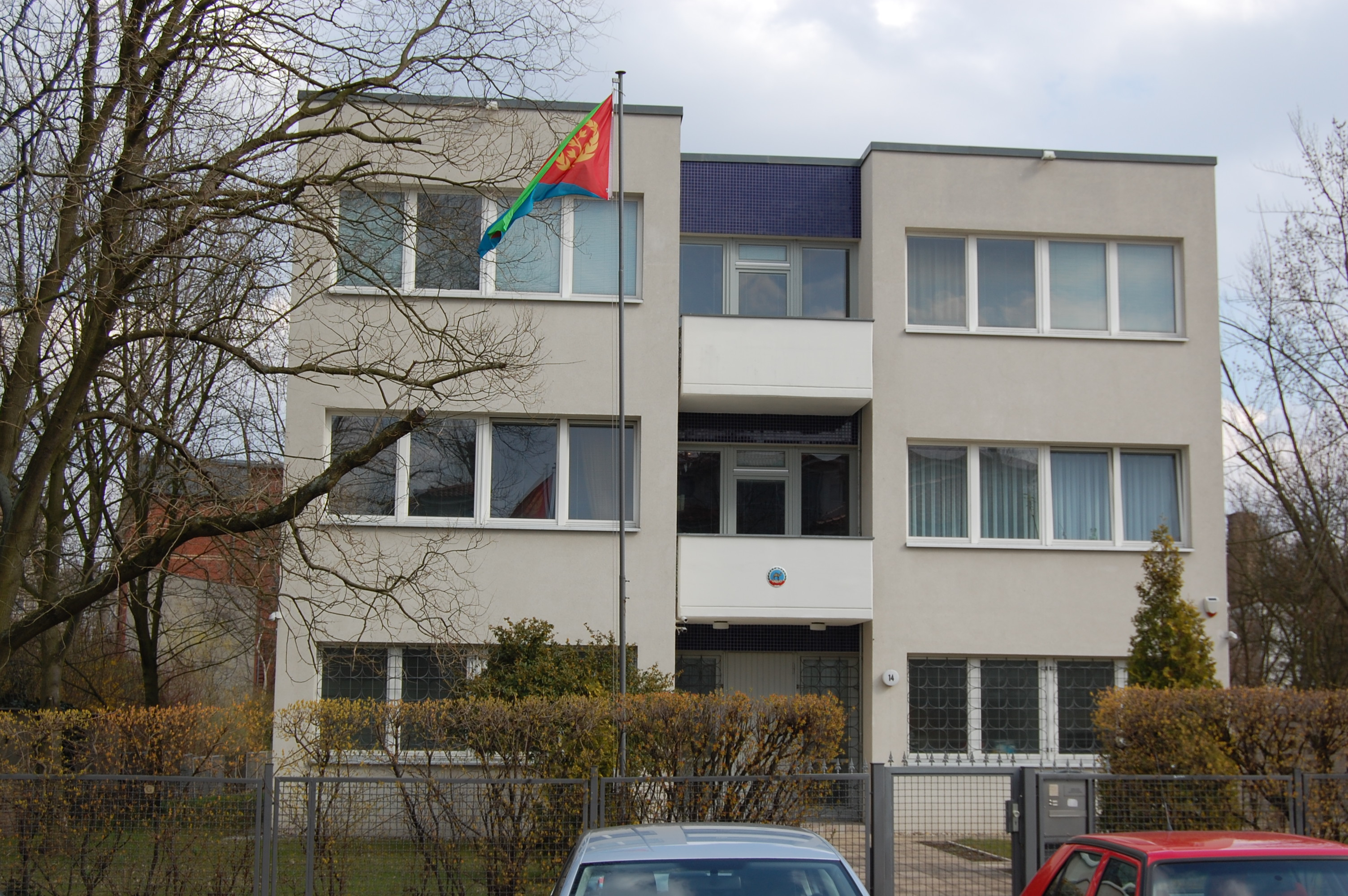
Посольство Эритреи в Берлине

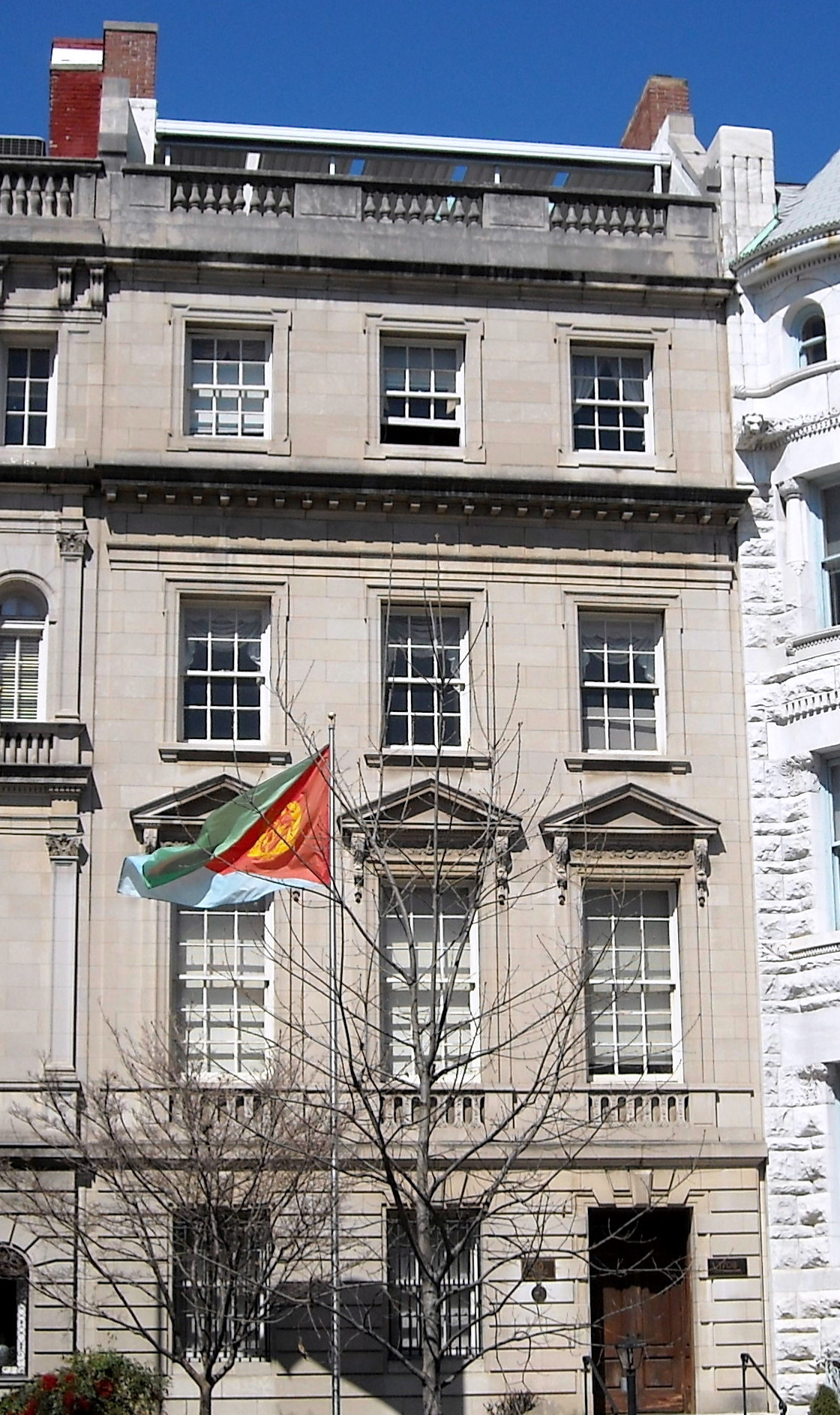
Посольство Эритреи в Вашингтоне

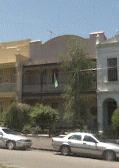
Консульство Эритреи в Мельбурне

Список дипломатических миссий Эритреи — перечень дипломатических миссий (посольств) и консульств Эритреи в странах мира.

## Европа
- Бельгия
  - Брюссель (посольство)
- Великобритания
  - Лондон (консульство)
- Германия
  - Берлин (посольство)
  - Франкфурт-на-Майне (консульство)
- Италия
  - Рим (посольство)
  - Милан (консульство)
- Нидерланды
  - Гаага (посольство)
- Россия
  - Москва (посольство)
- Франция
  - Париж (посольство)
- Швеция
  - Стокгольм (посольство)

## Азия
- Индия
  - Нью-Дели (посольство)
- Китай
  - Пекин (посольство)
- Пакистан
  - Исламабад (посольство)
- Япония
  - Токио (посольство)

## Средний Восток
- Израиль
  - Тель-Авив (посольство)
- Йемен
  - Сана (посольство)
- Кувейт
  - Кувейт (посольство)
- ОАЭ
  - Абу-Даби (посольство)
  - Дубай (консульство)
- Саудовская Аравия
  - Эр-Рияд (посольство)
- Сирия
  - Дамаск (посольство)

## Америка
- Канада
  - Оттава (посольство)
- США
  - Вашингтон (посольство)

## Африка
- Джибути
  - Джибути (посольство)
- Египет
  - Каир (посольство)
- Кения
  - Найроби (посольство)
- Судан
  - Хартум (посольство)
- Эфиопия
  - Аддис-Абеба (посольство)
- ЮАР
  - Претория (посольство)
- Южный Судан
  - Джуба (посольство)

## Океания
- Австралия
  - Канберра (посольство)
  - Мельбурн (консульство)